# Région du Nord (Ghana)
Pour les articles homonymes, voir Région Nord.
La région du Nord est l'une des dix régions du Ghana.

## Géographie

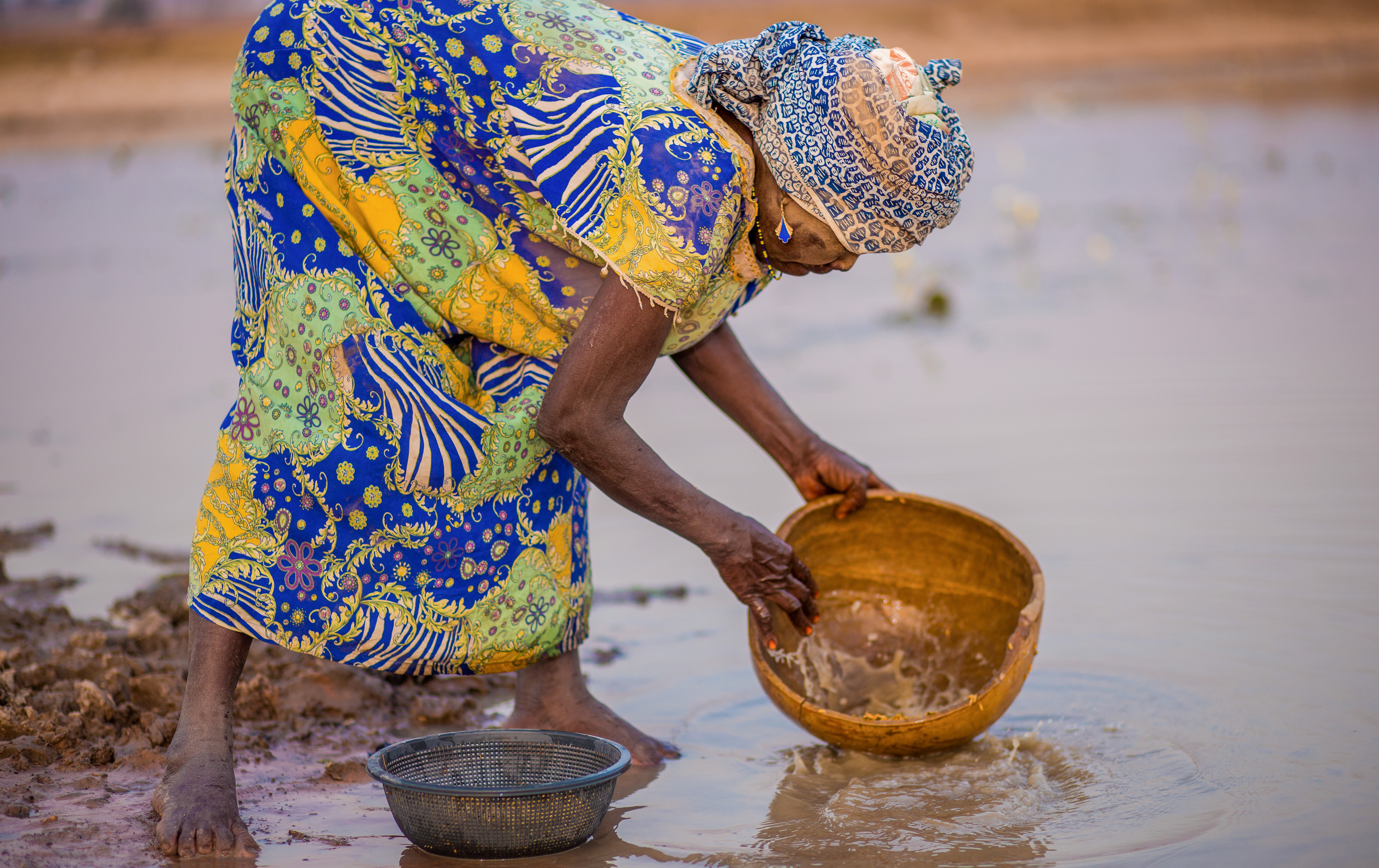
Pendant la saison sèche, une femme lave son riz dans une eau souillée.

La région du Nord se trouve au nord du pays, jouxtant au nord-ouest la région du Haut Ghana occidental et au nord-est celle du Haut Ghana oriental. Au sud se trouvent les régions de Brong Ahafo et de la Volta. La région du Nord a également des frontières avec la Côte d'Ivoire à l'ouest et le Togo à l'est.

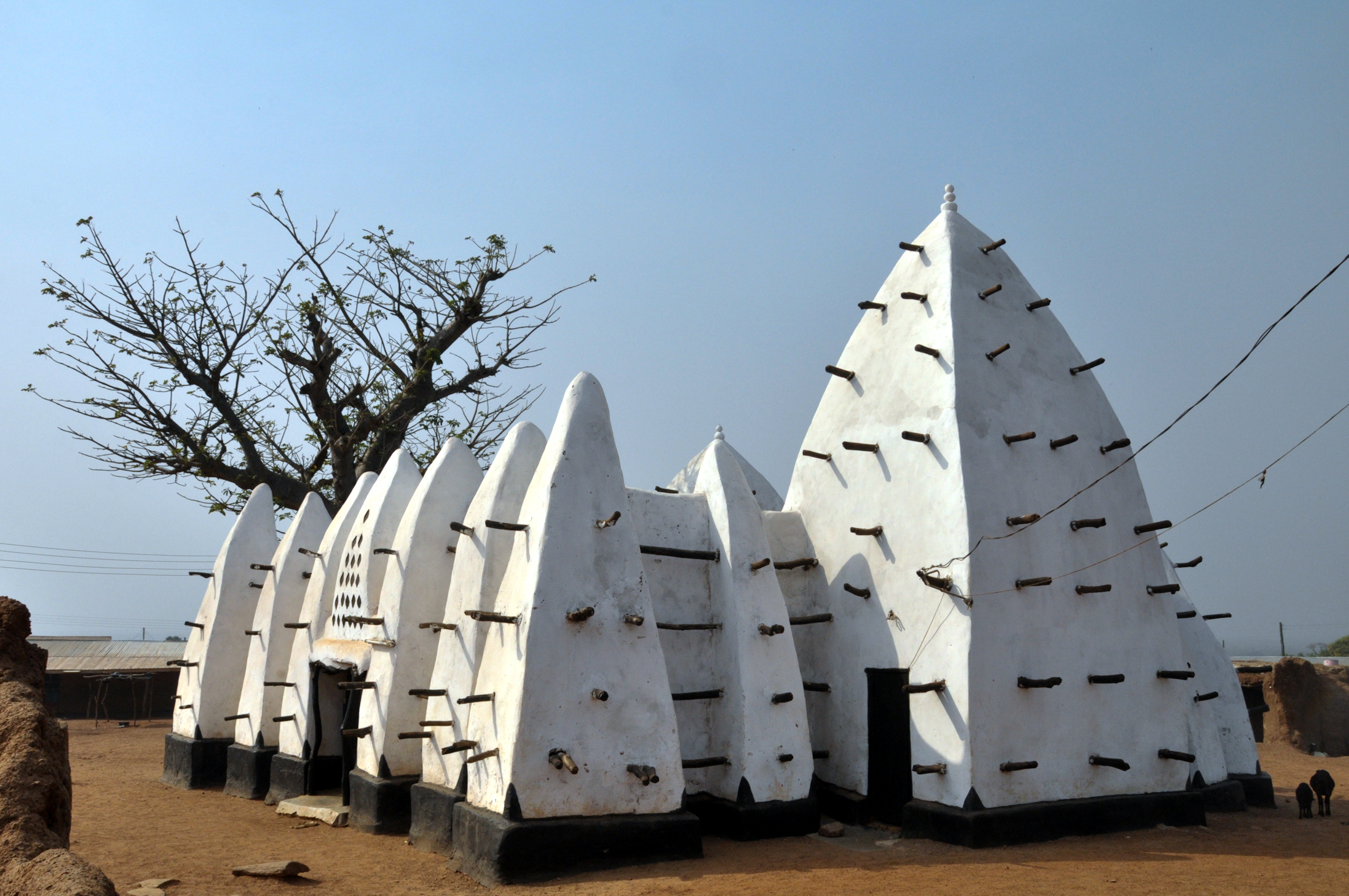
Mosquée de Larabanga, région du Nord, Ghana

## Subdivisions
La région du Nord est divisée en vingt districts :
- Bole
- Bunkpurugu-Yunyoo
- Chereponi
- Gonja centre
- Gonja est
- Gonja ouest
- Mamprusi est
- Gushiegu
- Karaga
- Kpandai
- Nanumba nord
- Nanumba sud
- Saboba
- Savelugu/Nanton
- Sawla-Tuna-Kalba
- Tamale
- Tolon/Kumbungu
- Mamprusi ouest
- Yendi
- Zabzugu/Tatale